# Área Regional de Recursos Operativos

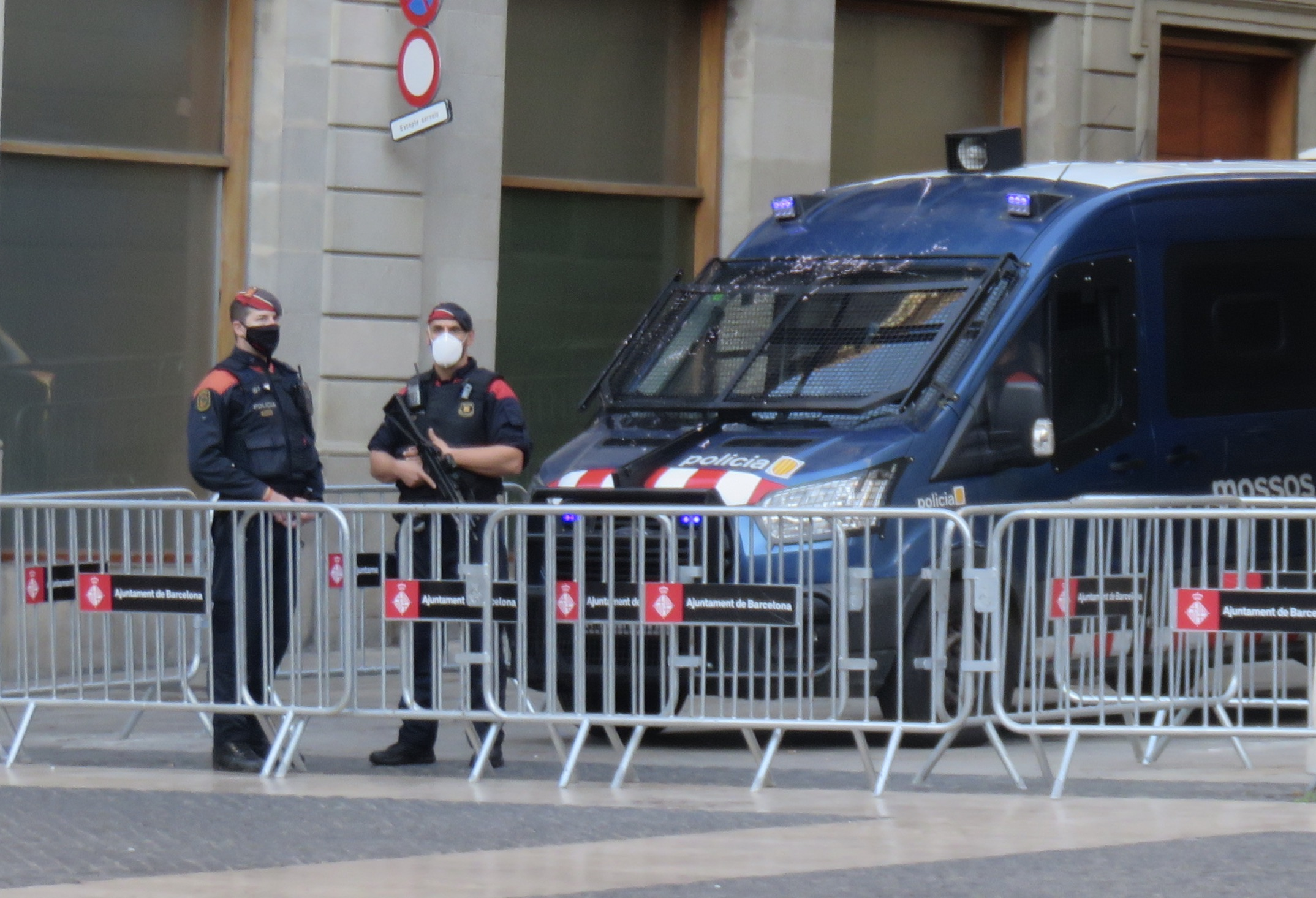
Agentes de una ARRO custodiando un edificio público

Las Áreas Regionales de Recursos Operativos, o ARRO, son aquellos organismos del cuerpo de Mozos de Escuadra que se encargan de proporcionar efectivos policiales en casos puntuales en que una comisaría necesite más de los que dispone. También se encarga de realizar: controles de tráfico y antiterroristas, protección de infraestructuras y personalidades (en colaboración con la BRIMO), entradas en viviendas y la protección del medio ambiente. Cada Región Policial de Cataluña tiene su propia ARRO. 
Esta unidad realiza funciones muy similares a las de la Brigada Móvil, la diferencia radica en el nivel de especialización; ARRO nivel 2 y BRIMO nivel 3, también en la organización territorial, mientras la BRIMO es central, la ARRO es regional. En 2021 el Departamento de Interior propuso fusionar dichas unidades.
Este tipo de área se creó con la forma actual el 22 de enero del 2002, partiendo de unidades preexistentes.

## Funciones

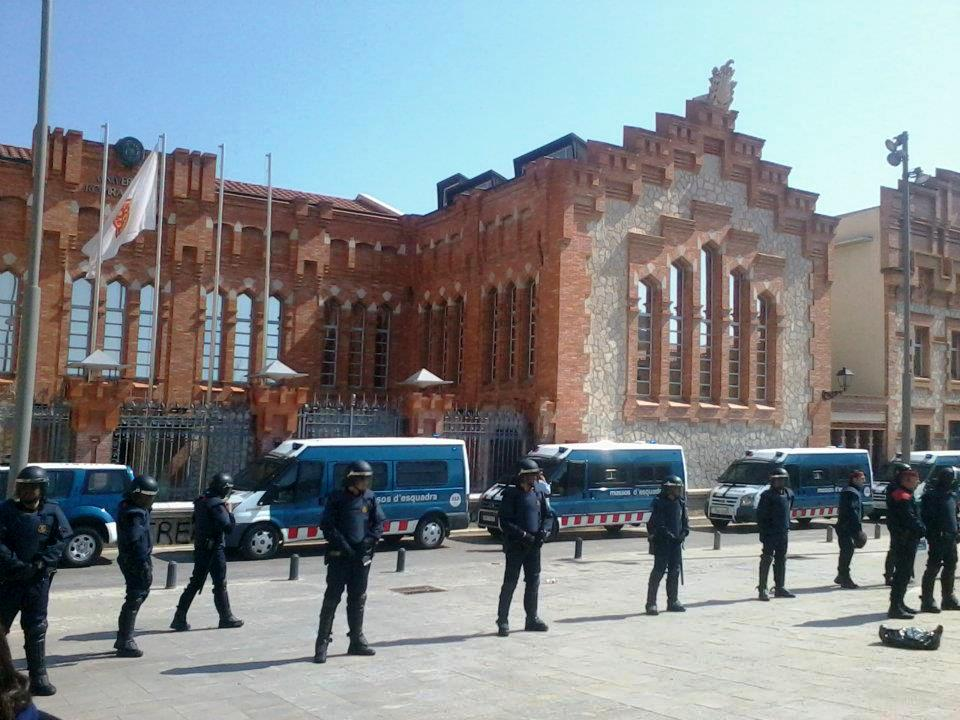
Agentes ARRO de la Región Policial del Campo de Tarragona. Línea policial en la ciudad de Tarragona, protegiendo el rectorado de la Universidad Rovira i Virgili. 29 de marzo del 2012

Según el artículo 144 del Decreto 243/2007 las tareas que tienen que desarrollar las áreas regionales de recursos operativos son las siguientes:
1. Apoyar en las áreas básicas policiales en aquellas tareas de seguridad y orden público que requieran una especialización adecuada a los recursos propios de esta área, o cuando se produzca una demanda específica que lo justifique.
2. Las tareas de prevención y protección del medio ambiente, sin perjudicar las funciones realizadas en este ámbito por el área Técnica y de Proximidad de Seguridad Ciudadana y, cuando se necesite, por las áreas básicas policiales.
3. La planificación y ejecución de los dispositivos de prevención y seguridad de ámbito regional o de aquellos que así se determine por la región policial.
4. Las otras funciones que se le encomienden.

La función de apoyo puntual de esta área policial hace que durante el día a día las ARRO se encarguen de una serie de tareas muy variadas: la mayoría de las veces sus servicios son de patrullaje por saturación de aquellas zonas que presentan una conflictividad especial, patrullaje normal, traslados peligrosos de detenidos, asaltos forzosos en domicilios, contención de grandes masificaciones de personas a la calle, controles de carretera para localizar criminales, vigilancias estáticas... Estas actuaciones son muy coincidentes con las que ejecuta el área de Brigada Móvil a un nivel superior. Paralelamente también acostumbran a ser las áreas responsables de la seguridad interna de los acontecimientos deportivos más importantes. Estos pueden ser, por ejemplo, los partidos del Barça y el Espanyol, las carreras del Circuito de Cataluña, etc.
Dado que las unidades de este tipo tienen que ejercer un trabajo físico constante, durante la semana dedican parte del tiempo al entrenamiento. Las herramientas de trabajo de esta área son, por ejemplo, los chalecos antibalas y antitraumas que llevan casi siempre, los escudos, las defensas y las pelotas de goma para las concentraciones, barreras de pinchos para pinchar las ruedas de un coche que se escapa en un control de carretera, arietes para las entradas a domicilios, armamento y munición diversa, etc.

## Estructura

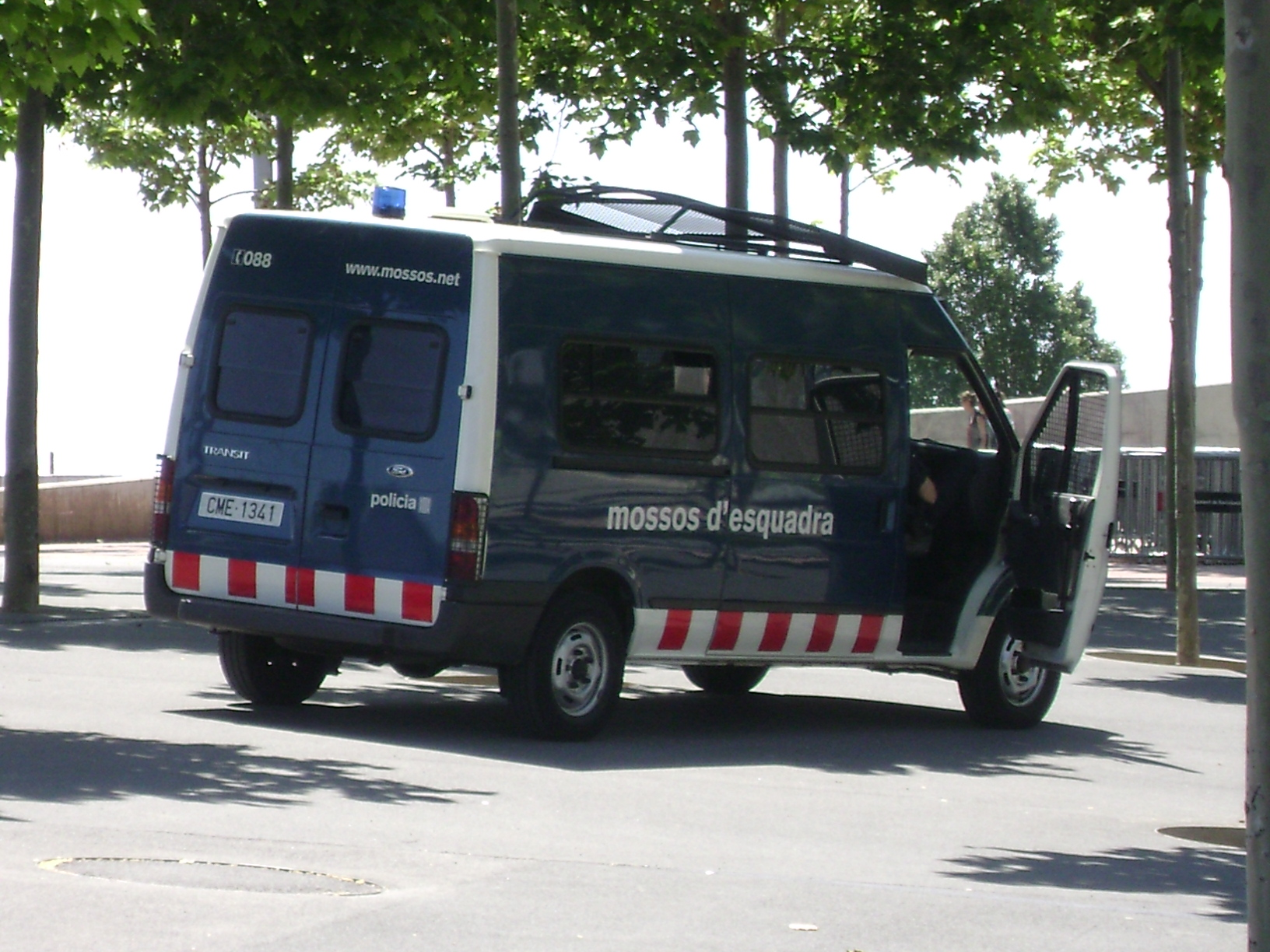
Furgoneta típica de las ARRO

Una ARRO depende orgánicamente de la Región Policial a la que pertenece. Por lo tanto en Cataluña hay un total de nueve Áreas Regionales de Recursos Operativos. El mando directo del área está en manos de un cabo y de un subjefe (subordinado a las órdenes del primero), los cuales acostumbran a ser un inspector y un subinspector respectivamente.
Dentro de una ARRO hay varias unidades. La mayoría son Unidades Regionales Operativas (URO), que son las que están a punto para desplazarse a cualquier ABP de la región que necesite un apoyo de efectivos policiales por una causa puntual como por ejemplo una manifestación. También hay una Unidad Regional de Medio ambiente (URMA) que inspecciona y persigue los posibles delitos que se cometan en el ámbito de la ecología: derramamientos de residuos, degradación de las zonas naturales protegidas, caza o pesca ilegal, mercado ilegal de animales exóticos... Además coordina los grupos rurales de las comisarías de la región policial. También dispone de un Grupo de Tiro y Armamento que vela por las prácticas de tiro y el armamento de los agentes de la región.
Además de los varios equipos citados, normalmente también se  encuentran los que son únicos de una región. Por ejemplo el ARRO de la RPPO tiene además un Grupo de Intervención en Montaña.
Los mozos de escuadra que forman parte de estas áreas se tienen que haber especializado a la ISPC haciendo el curso de Protección de personas y bienes, de nivel dos, que pertenece a la familia de la seguridad ciudadana.

## El número de ARRO en Cataluña

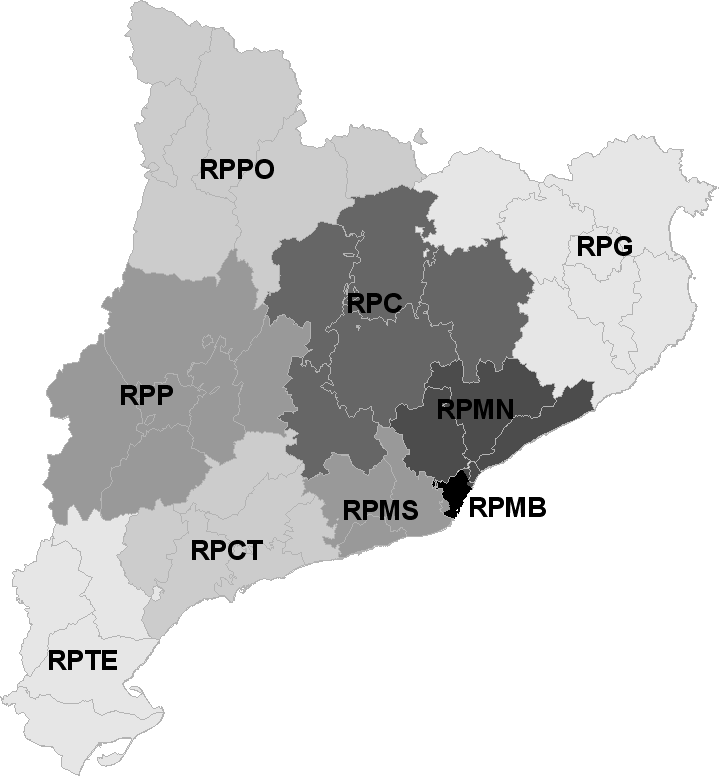
Mapa de las 9 regiones policiales.

En Cataluña hay 9 Áreas Regionales de Recursos Operativos, una para cada región policial:
- ARRO de la RPMB
- ARRO de la RPMN
- ARRO de la RPMS
- ARRO de la RPPO
- ARRO de la RPP
- ARRO de la RPG
- ARRO de la RPC
- ARRO de la RPCT
- ARRO de la RPTE